# Халид ибн Сауд
Халид ибн Сауд (гг. рожд. и смерти неизвестны) — третий эмир Второго Саудовского государства (1837—1841), второй сын эмира Сауда ибн Абдул-Азиза.

## Биография
В 1818 году египетские войска захватили Эд-Диръию и уничтожили Первое Саудовское государство. Практически все представители рода Саудитов (в том числе и принц Халид) были взяты в плен и вывезены в Египет. В плену Халид ибн Сауд провел 18 лет.
В 1836 году египетский паша Мухаммед Али организовал второе вторжение в Саудовскую Аравию, реши посадить на престол в Эр-Рияде своего ставленника Халида ибн Сауда. В июле 1836 года большая армия, состоящая из турок, албанцев, североафриканских и египетских бедуинов, под командованием Исмаил-бея выступила из Каира в поход на Неджд. Местное население, помнившее о мощи египетской армии со времен первого завоевания Аравии, не стало оказывать сопротивление. В мае 1837 года египтяне легко взяли Эр-Рияд, столицу Неджда. Вначале между обеими соперниками было заключено соглашение, по условиям которого под его контролем остались Восточная Аравия, Эль-Бурайми и часть Южного Неджда, а под власть Халида перешел только Центральный Неджд. Однако уже в октябре 1838 года в Эр-Рияд прибыло подкрепление из Египта. В декабре того же года египетская армия под командованием Хуршид-паши взяла штурмом Дилам, где укрывался эмир Фейсал ибн Турки. Он был взят в плен и доставлен в Египет. Формально эмиром Эр-Рияда стал Халид ибн Сауд, но фактическим правителем государства стал египетский полководец Хуршид-паша.
Египтяне попытались расширить сферу своего влияния на Аравийском полуострове до Эль-Хасы, Омана, Бахрейна, Кувейта и Йемена, но тут забеспокоились англичане. Они даже подумывали о блокаде портов Персидского залива в случае захвата их египтянами. В 1839 году англичане высадились в Адене. Египетская империя Мухаммеда Али пала. Не дождавшись помощи от Франции и будучи не в силах противостоять Англии, в марте 1840 года египетский паша послал своим военачальникам призыв эвакуироваться из Неджда и Йемена. В Неджде остались лишь несколько гарнизонов для формальной поддержки Халида. Но эти силы были чисто символические, а сам эмир Халид ибн Сауд совершенно не пользовался расположением недждийцев. В египетском плену он получил какое-то подобие европейского образования и пристрастился к развлечениям, что сильно вредило его репутации среди недждийцев. Оставшиеся без жалованья египетские солдаты стали грабить население. Вновь вспыхнула усобица между племенами за контроль над караванными тропами.
В августе 1841 года против египетского ставленника Халида ибн Сауда поднял восстание его дальний родственник, Абдаллах ибн Сунайян. Чувствуя непрочность своего положения, Халид отступил из столицы в Восточную провинцию. Вскоре он был разбит Ибн Сунайяном, бежал на Бахрейн, оттуда в Кувейт, а оттуда — через Касим — в Хиджаз, где и поселился, получая жалование от египетского паши Мухаммеда Али. В 1850-х годах он жаловался турецкому султану на эмира Фейсала ибн Турки, отказывавшегося платить дань Порте, и предлагал организовать поход на Неджд, но его письмо осталось без ответа.
Судя по всему, Халид так и прожил всю жизнь в Хиджазе, но год его смерти точно неизвестен.